# خورشیدگرفتگی ۷ دسامبر ۲۰۹۴
خورشیدگرفتگی ۷ دسامبر ۲۰۹۴ (به انگلیسی: Solar eclipse of December 7, 2094) یک خورشیدگرفتگی از نوع خورشیدگرفتگی جزئی است. این خورشیدگرفتگی در تاریخ ۷ دسامبر ۲۰۹۴ میلادی (‎۱۷ آذر ۱۴۷۳ خورشیدی) روی خواهد داد که زمان اوج آن، ساعت ۲۰:۰۵:۵۶ به‌وقت ساعت هماهنگ جهانی است.